# 2010年の柔道
< 2010年 | 2010年のスポーツ

## 概説
この年は、柔道の国際化が進展する一方で、柔道の基本から逸脱した技が横行してきた状況を正し、柔道の基本に帰ろうとする動きが本格的になった。IJF審判理事等が提唱し承認された新しいIJFルールにより東京で世界選手権が開かれた（2010年世界柔道選手権大会）が、一部の選手がこうした原点回帰を受け入れず、試合の判定に不満を持ちマナーに反する行動をとった。これらは今後懲罰の対象となる。
その一方で、スポーツとしての柔道を普及させる動きも続き、前年から導入されたランキングシステムが、2012年ロンドンオリンピック出場権獲得に向けて大きく意味を持つこととなった。この年5月以降に開かれる国際大会からその対象となり、次年4月までについては対象となる大会で獲得したポイントの半分が出場権決定の比較対象となる。

## 主要トピック

### 3月
- 11日 - 全日本柔道連盟は来年から国内大会でも足を掴んだりすることを禁止するIJFルールを適用すると正式決定。

### 8月
- 28日 - 東京オリンピックで金メダルを獲得したアントン・ヘーシンクが死去。

### 9月
- 19日 - 全日本柔道連盟は、第22回参議院議員通常選挙比例代表区に民主党から立候補し当選した女子48kg以下級の谷亮子について、北京オリンピック後競技から遠ざかっているとして、強化選手のランクを「ナショナルチーム」から「シニア」に格下げすることを決定。強化選手として残るためには11月の講道館杯全日本体重別選手権に出場し優勝することを求めた。
- 21日 -  日本の女子63kg以下級選手で2004年アテネ、2008年北京の2五輪金メダリストである谷本歩実（小松製作所）が現役引退表明。

### 10月
- 15日 - 2000年シドニー、2004年アテネのオリンピック女子48キロ級金メダリストの谷亮子が引退を表明。前月、全日本柔道連盟から“事実上の最後通牒”を受け、この日が締め切りとなっていた講道館杯体重別選手権にエントリーせず、現役を引退して参議院議員としての活動に専念することを発表した。会見には谷の希望で、自らも学生時代柔道をしていたことから一ファンとなり、谷を国政に導いた小沢一郎も同席した。
- 16日 - 2004年アテネ、2008年北京のオリンピック男子66キロ級金メダリストの内柴正人が引退を表明。

### 12月
- 22日 - 2004年アテネオリンピック女子78Kｇ超級金メダリストの塚田真希が引退を発表。

## 国際大会

### 1月
- 16～17日 - ワールドマスターズ2010（ 韓国）
- 30～31日 - ワールドカップ・トリビシ（男子 ジョージア）、ワールドカップ・ソフィア（女子 ブルガリア）

### 2月
- 6～7日 - グランドスラム・パリ
- 13～14日 - ワールドカップ・ウィーン（男子 オーストリア、ワールドカップ・ブダペスト（女子 ハンガリー）
- 20～21日 - グランプリ・ドイツ（ ドイツ）
- 27～28日 - ワールドカップ・プラハ（男子、 チェコ）、ワールドカップ・ワルシャワ（女子 ポーランド）

### 3月
- 20日 - ブレーメン国際柔道大会（男子）（ ドイツ）、チューリゲン国際大会（女子）（ ドイツ）

### 5月
- 7～9日 - グランプリ・チュニジア（ チュニジア）
- 22～23日 - グランドスラム・リオデジャネイロ（ ブラジル）

### 7月
- 3～4日 - グランドスラム・モスクワ（ ロシア）

### 9月
- 9～13日 - 2010年世界柔道選手権大会（ 日本）

### 10月
- 21～24日 -世界ジュニア柔道選手権大会（ モロッコ）
- 30～31日 -世界柔道団体選手権大会（ トルコ）

### 11月
- 13日～16日 - アジア競技大会

### 12月
- 3日～4日 - ワールドカップ・水原
- 10日～12日 - グランドスラム・東京

## 日本国内の大会

### 3月
- 20～21日 - 全国高等学校柔道選手権大会

### 4月
- 3～4日 - 全日本選抜柔道体重別選手権大会
- 18日 - 皇后盃全日本女子柔道選手権大会
- 29日 - 全日本柔道選手権大会

### 6月
- 26日～27日 - 全日本学生柔道優勝大会

### 7月
- 22日～24日 - 金鷲旗高校柔道大会

### 8月
- 8日～12日 - 全国高等学校総合体育大会柔道競技大会
- 19日～22日 - 全国中学校柔道大会

### 9月
- 18日～19日 - 全日本ジュニア柔道体重別選手権大会

### 10月
- 1日～3日 - 国民体育大会柔道競技
- 9日～10日 - 全日本学生柔道体重別選手権大会
- 30日～31日 - 全日本学生柔道体重別団体優勝大会

### 11月
- 20～21日 - 講道館杯全日本柔道体重別選手権大会